# نرم‌افزار مالیاتی ایالات متحده
نرم‌افزار مالیاتی ایالات متحده (انگلیسی: Tax compliance software)، نرم‌افزاری است که به رعایت قوانین مالیاتی کمک می‌کند و ممکن است شامل مالیات بر درآمد، مالیات بر عملکرد شرکت‌ها، مالیات بر ارزش افزوده (VAT)، مالیات خدمات، گمرک، مالیات فروش، مالیات بر مصرف یا سایر مالیات‌هایی باشد که کاربران موظف به پرداخت آن‌ها هستند. این نرم‌افزار به‌صورت خودکار بدهی مالیاتی کاربر به دولت را محاسبه می‌کند، تمام تراکنش‌ها را (در مورد مالیات‌های غیرمستقیم) ثبت می‌کند، اعتبارهای مالیاتی مجاز را پیگیری می‌کند و… همچنین می‌تواند فرم‌ها و اظهارنامه‌های مورد نیاز برای رعایت قوانین مالیاتی را تولید کند. نرم‌افزار دارای نرخ‌ها و سطوح مالیاتی از پیش تعریف‌شده‌ای است و می‌تواند درآمد یا سود را در طبقه‌بندی درست خود قرار دهد. هدف این نرم‌افزار فراهم کردن روشی آسان برای محاسبه مالیات و کاهش خطای انسانی است.
نرم‌افزار انطباق مالیاتی در کشورهای توسعه‌یافته از مدت‌ها پیش، عمدتاً در قالب ماشین‌حساب‌های مالیاتی برای مالیات‌های مستقیم مانند مالیات بر درآمد و مالیات شرکت‌ها وجود داشته است. به‌مرور زمان، نرم‌افزارهای پیشرفته‌تر و سفارشی‌تری توسط سازمان‌ها در سراسر جهان طراحی و توسعه داده شده‌اند.
نرم‌افزار انطباق مالیاتی به دو دسته کلی تقسیم می‌شود:
1. نرم‌افزار انطباق مالیات مستقیم
2. نرم‌افزار انطباق مالیات غیرمستقیم

## نرم‌افزار انطباق مالیات مستقیم
مالیات مستقیم، مالیاتی است که مستقیماً از سوی شخص حقیقی یا حقوقی مشمول، به دولت پرداخت می‌شود (اغلب همراه با ارسال اظهارنامه مالیاتی توسط مالیات‌دهنده). نمونه‌هایی از آن شامل مالیات بر درآمد، مالیات شرکت‌ها، و مالیات بر انتقال مانند مالیات بر ارث و مالیات بر هدیه هستند. نرم‌افزارهای پایه برای مالیات بر درآمد، به‌صورت ماشین‌حساب‌های مالیاتی، امروزه به‌طور گسترده‌ای مورد استفاده قرار می‌گیرند. برای مثال، دولت هند یک ماشین‌حساب مالیات بر درآمد در وب‌سایت خود ارائه داده است. نرم‌افزارهای انطباق با مالیات شرکت‌ها نیز سال‌هاست وجود دارند، که اغلب در قالب نرم‌افزارهای مالی و حسابداری شرکت‌ها یا ماژول مالی سیستم‌های برنامه‌ریزی منابع سازمانی قرار دارند. این مجموعه‌ها امکان مدیریت دفتر کل، مدیریت نقدی، حساب‌های پرداختنی، حساب‌های دریافتنی، دارایی‌های ثابت و برخی مالیات‌های پایه را فراهم می‌کنند.

## نرم‌افزار انطباق مالیات غیرمستقیم
مالیات غیرمستقیم (مانند مالیات فروش، مالیات بر ارزش افزوده یا مالیات بر کالا و خدمات) مالیاتی است که توسط واسطه‌ای (مثلاً فروشگاه خرده‌فروشی) از شخصی که در نهایت بار مالیاتی را متحمل می‌شود (مثلاً مشتری) دریافت می‌شود. واسطه سپس اظهارنامه مالیاتی ارسال کرده و مالیات دریافتی را به دولت منتقل می‌کند. انطباق با مالیات‌های غیرمستقیم همواره پیچیده‌تر از مالیات‌های مستقیم بوده است. بسیاری از برنامه‌های انطباق مالیات غیرمستقیم، ماژول‌های جداگانه‌ای برای VAT، مالیات خدمات، گمرک و… دارند.